# St. Anthony (Neufundland)
St. Anthony ist eine Gemeinde (Town) mit 2258 Einwohnern im Norden der Great Northern Peninsula von Neufundland, in den nördlichen Ausläufern der Long Range Mountains.
Die Geschichte der europäischen Besiedlung in der Region von St. Anthony geht zurück bis ins frühe 16. Jahrhundert, als französische und baskische Fischer die geschützte Bucht als Hafen nutzten. Als der Entdecker Jacques Cartier 1534 die Siedlung besuchte, trug sie den Namen St. Anthony Haven. 1857 zählte St. Anthony 71 Einwohner, 1891 waren es 139. Erst 1900 mit dem Eintreffen von Wilfred Grenfell, einem englischen Arzt und Missionar, begann der Ort schneller zu wachsen.
Die wirtschaftliche Entwicklung von St. Anthony setzte in den 1930ern mit industrieller Fischverarbeitung ein. Die US-Armee errichtete in der Stadt einen Außenposten und 1951 auf einem nahe gelegenen Hügel eine Radarstation. Heute ist die Tourismusindustrie mit Wal- und Eisbergbeobachtungsmöglichkeiten der zweite wichtige Wirtschaftszweig neben der Fischverarbeitung. Von St. Anthony aus kann die Wikingersiedlung L’Anse aux Meadows besucht werden. 